# خالد نمر
خالد نمر هو لاعب كرة قدم أردني في مركز الوسط، ولد في 1978 في مدينة عمان في الأردن. شارك مع منتخب الأردن لكرة القدم. أما مع النوادي، فقد لعب مع النادي الفيصلي ونادي الجزيرة ونادي الوحدات ونادي اليرموك ونادي شباب الأردن ونادي شباب الحسين ونادي منشية بني حسن.

## وصلات خارجية
- خالد نمر على موقع ناشيونال فوتبول تيمز (الإنجليزية)
- خالد نمر على موقع كووورة